# Comuna Șumen, Șumen
Șumen (în bulgară Шумен) este o comună în regiunea Șumen, Bulgaria, formată din orașul Șumen și 26 de sate. 

## Localități componente

### Orașe
- Șumen

### Sate
| - Belokopitovo - Blagovo - Cerencea - Dibici - Drumevo - Gradiște - Ilia Blăskovo - Ivanski - Kladeneț | - Konoveț - Kostena Reka - Lozevo - Maraș - Novosel - Ovcearovo - Panaiot-Volovo - Radko Dimitrievo | - Salmanovo - Srednea - Struino - Vasil Drumev - Vehtovo - Velino - Vetriște - Madara - Țarev Brod |

## Demografie
Componența etnică a comunei Șumen
     Bulgari (73,44%)
     Romi (4,31%)
     Turci (14,07%)
     Nicio identificare (7,39%)
     Altele (0,76%)
La recensământul din 2011, populația comunei Șumen era de 93.649 locuitori. Din punct de vedere etnic, majoritatea locuitorilor (73,44%) erau bulgari, existând și minorități de turci (14,07%) și romi (4,31%). Pentru 7,39% din locuitori nu este cunoscută apartenența etnică.